# Riggisberg
Riggisberg (toponimo tedesco) è un comune svizzero di 2 491 abitanti del Canton Berna, nella regione di Berna-Altipiano svizzero (circondario di Berna-Altipiano svizzero).

## Storia
Il 1º gennaio 2009 ha inglobato il comune soppresso di Rüti bei Riggisberg.

## Monumenti e luoghi d'interesse

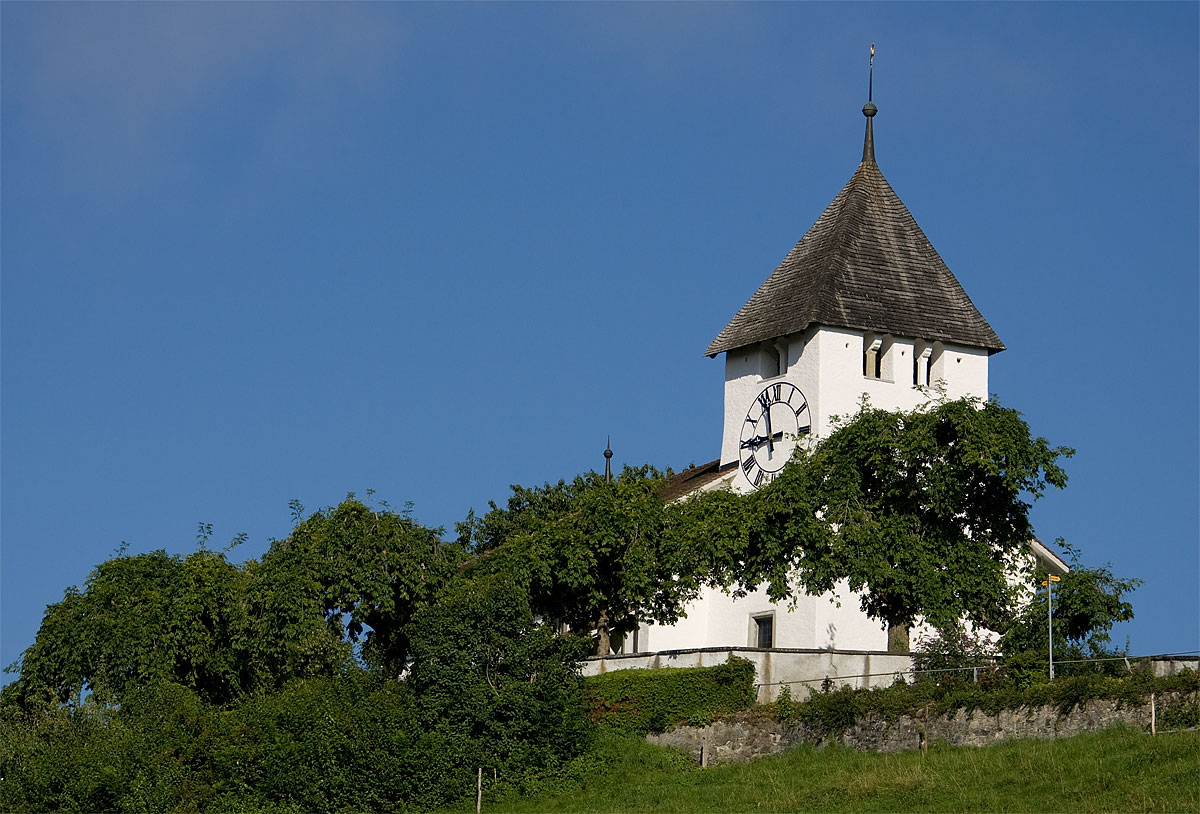
La chiesa riformata

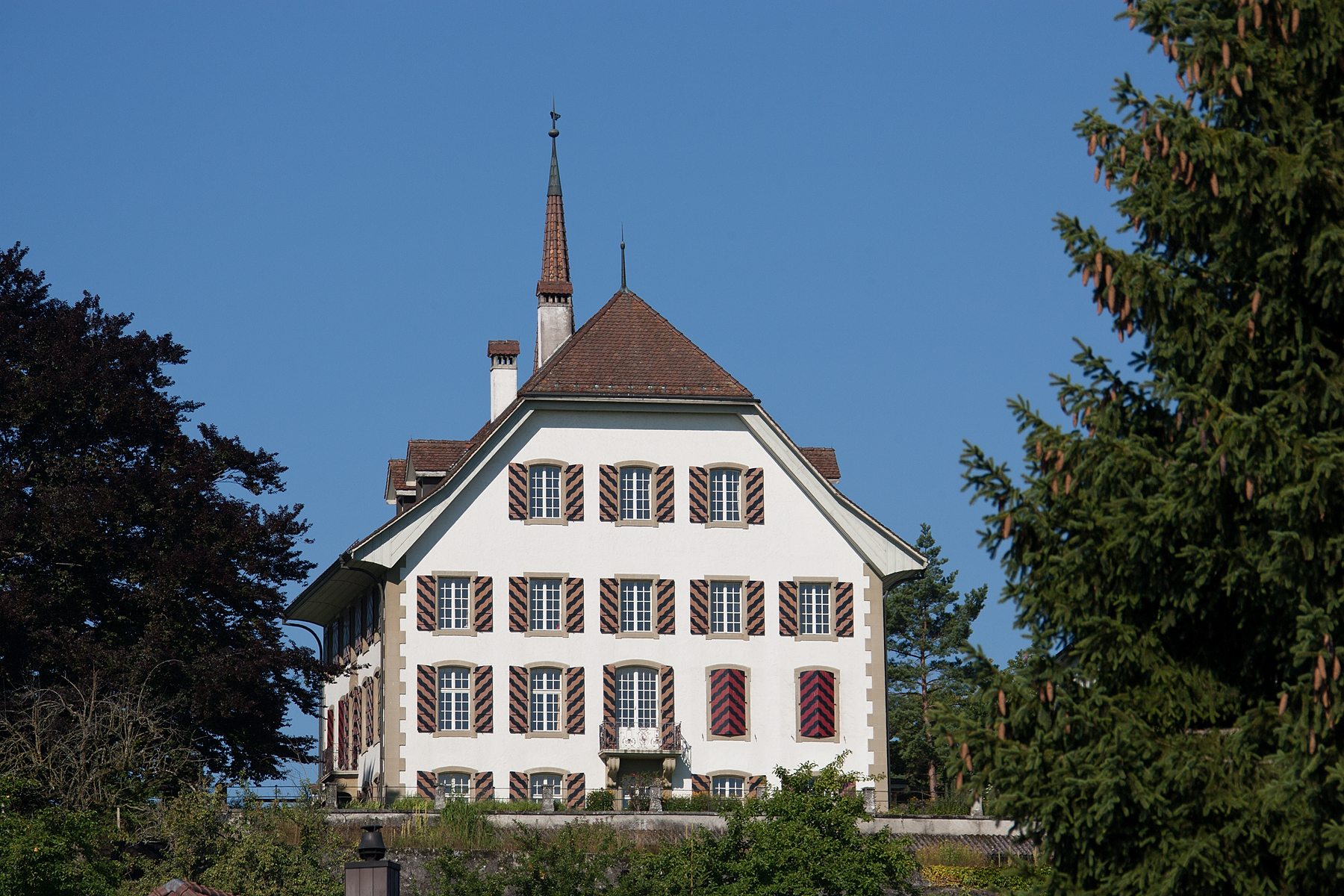
Il castello di Riggisberg

- Chiesa riformata (già di San Sebastiano), eretta nel XII secolo e ricostruita nel 1687[1];
- Castello di Riggisberg, eretto nel 1700[1].

## Società

### Evoluzione demografica
L'evoluzione demografica è riportata nella seguente tabella:
Abitanti censiti

## Cultura

### Musei
- Museo tessile, aperto nel 1967, con centro di ricerca della fondazione Abegg[1].

## Geografia antropica
- Rüti bei Riggisberg[3]
  - Dörfli
  - Dürrbach
  - Holenweg
  - Laas
  - Oberer Stutz
  - Plötsch
  - Stalden

## Amministrazione
Ogni famiglia originaria del luogo fa parte del cosiddetto comune patriziale e ha la responsabilità della manutenzione di ogni bene ricadente all'interno dei confini del comune.